# لیپین گورن-بورووینا
لیپین گورن-بورووینا (به لاتین: Lipiny Górne-Borowina) یک روستا در لهستان است که در گمینا پوتوک گورنه واقع شده‌است. لیپین گورن-بورووینا ۵۳۲ نفر جمعیت دارد.